# Hypoxis aurea
Hypoxis aurea är en enhjärtbladig växtart som beskrevs av João de Loureiro. Hypoxis aurea ingår i släktet Hypoxis och familjen Hypoxidaceae. Inga underarter finns listade i Catalogue of Life.